# 豊田真人
豊田真人（とよだ まさと、1984年11月29日 - ）は、日本の元ラグビー選手。

## プロフィール
- 京都府出身。
- 身長: 186 cm, 体重: 105 kg[1]
- ポジションはナンバーエイト (No8)。
- 血液型はO型。
- 日本代表キャップは1。
- ニックネームはとよ。

## 略歴
2003年、東海大仰星高校卒業後、東海大学に入る。
2007年、東海大学卒業後、東芝に加入。同年にU23日本代表のキャプテンになった。
2011年、東芝の主将に就任し、2015年、現役を引退した。
20xx年、東海大学のFWコーチ就任。

## 受賞歴
- 2011-2012シーズン:ベストフィフティーン-ナンバーエイト[7]